# Pyrenacantha austroamericana
Pyrenacantha austroamericana es una especie extinta. Su descripción está basada en un endocarpio infiltrado de carbonato único y fragmentado que carece de preservación celular. Pertenece a la familia Icacinaceae, tribu Phytocreneae. El conjunto de características que muestra este fósil (por ejemplo, unilocular, elíptico, con superficies exteriores con depresiones y salientes tuberculados en el lóculo) lo coloca con confianza en el género Pyrenacantha.

## Etimología
El epíteto específico, austroamericana, con la derivación latina que significa literalmente "Sudamérica", enfatiza la fuente geográfica, que se encuentra muy fuera del rango geográfico moderno del género.

## Distribución
Pyrenacantha austroamericana se basa en un único endocarpio fragmentado, recolectado de la flora de Belén (Oligoceno tardío) del Perú.

## Paleoclima y hábitat
Pyrenacantha austroamericana vivió cuando el área de Belén era mucho más húmeda durante el Oligoceno temprano, ya sea porque las montañas de los Andes todavía no tenían un relieve topográfico pronunciado (<1,000 m), o porque la corriente de Humboldt se redujo considerablemente, o ambas cosas.